# Etna (vino)

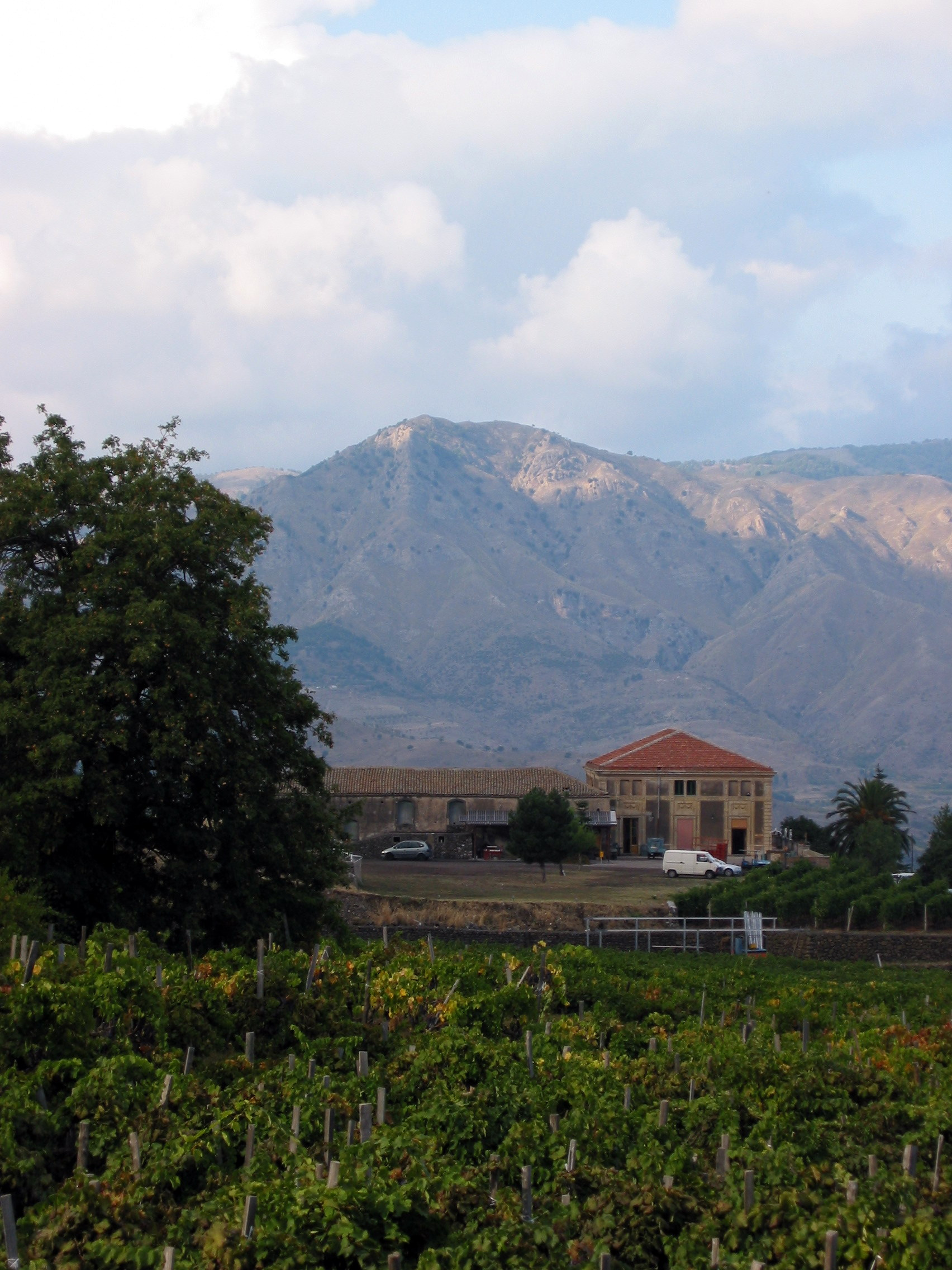
Una vigna con l'Etna sullo sfondo.

L'Etna è una DOC riservata ad alcuni vini la cui produzione è consentita nella provincia di Catania. È la seconda DOC istituita in Sicilia (dopo il Marsala).

## Zona di produzione
La zona di produzione comprende il territorio dei seguenti comuni: Biancavilla, Santa Maria di Licodia, Paternò, Belpasso, Nicolosi, Pedara, Trecastagni, Viagrande, Aci Sant'Antonio, Acireale, Santa Venerina, Giarre, Mascali, Zafferana, Milo, Sant'Alfio, Piedimonte, Linguaglossa, Castiglione, Randazzo; tutti in provincia di Catania. 

## Storia
La provincia di Catania e i paesi etnei sono la terra della più antica civiltà agricola siciliana; le prime testimonianze di comunità agricole sono riferite al Neolitico. Questa parte della Sicilia orientale fu la prima a essere colonizzata dai greci (729 A.C.) e nell’VIII sec. A.C. già conobbe il vino e forse anche la vite. Nel V sec. A.C. questo areale era fortemente vitato, come è testimoniato da alcune monte del tempo giunte fino a noi.
Nel III sec. A.C. Teocrito parla della grande diffusione del vigneto alle falde dell’Etna; successivamente la viticoltura ebbe un periodo di decadenza, per poi riprendersi dal XIII sec. D.C. in poi. Nel 500 Fazello lodava i vini prodotti ai piedi dell’Etna e nel 700 Arnolfini parlava del vino di Mascali, che veniva esportato a Malta.
Nel 1848 risultavano coltivati quasi 26.000 ettari di vigneto. Nel 1869 G. Gregorio cita i rinomati vini della Contea di Mascali (XVIII-XIX sec.), antico territorio alle pendici dell’Etna, sito tra l’attuale Giarre e Mascali e, quelli della zona superiore della regione pedemontana dell’Etna.
Tra il 1880 e il 1885 Catania era la provincia siciliana più vitata con oltre 90.000 ettari di vigneto; ma l’invasione fillosserica ai primi del 900 provocò una grave crisi della viticoltura; gli ettari di vigneto scesero fino a circa 40.000.

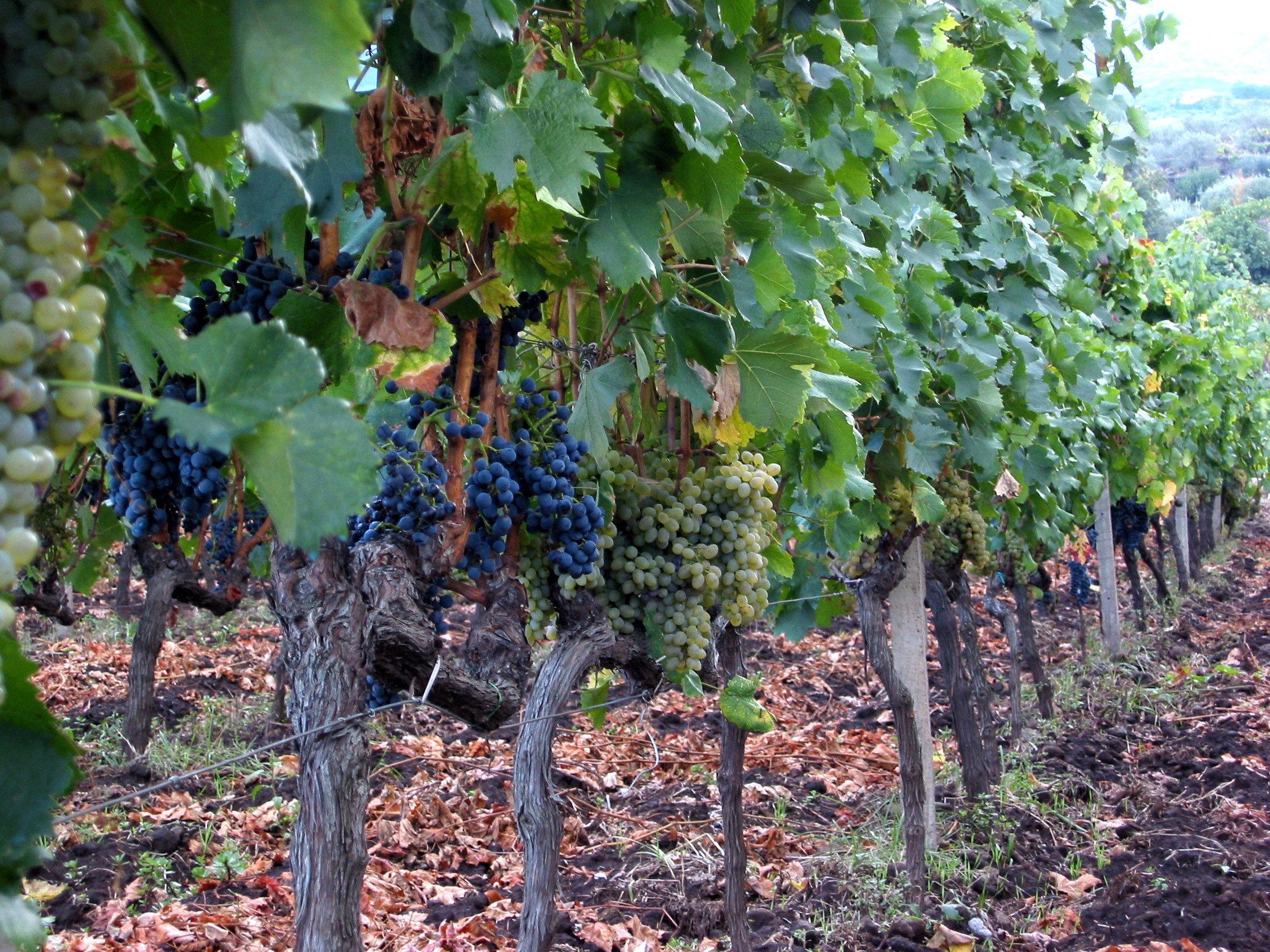
Un vitigno dell'Etna a Passopisciaro

La riduzione della superficie vitata negli anni è dovuta alle frequenti eruzioni dell’Etna e alle oggettive difficoltà di una viticoltura difficile, cosiddetta “eroica”, dove i vigneti a causa delle forti pendenze sono in larga parte terrazzati e dove le operazioni colturali sono difficilmente meccanizzabili e, quindi, comportano costi molto alti. Ma, nonostante queste “difficoltà” la viticoltura etnea nel corso dei secoli ha sempre mantenuto un ruolo di coltura molto importante per il territorio, con la produzione di vini di alta qualità fino ad arrivare a oggi.
La storia recente è caratterizzata da una evoluzione positiva della denominazione, con l’impianto di nuovi vigneti, la nascita di nuove aziende, la professionalità degli operatori che hanno contribuito ad accrescere il livello qualitativo e la rinomanza della DOC “Etna”, come testimoniano i riconoscimenti in campo nazionale e internazionale dei vini DOC “Etna” prodotti dalle aziende della zona geografica di riferimento. È stata la prima DOC siciliana a essere riconosciuta e una delle più antiche d’Italia. Il disciplinare è stato modificato, con l’introduzione della tipologia spumante, nella versione bianco e rosato, e del rosso riserva.

## Tecniche di produzione
Le operazioni di vinificazione, spumantizzazione, invecchiamento obbligatorio, imbottigliamento e affinamento in bottiglia, devono essere effettuate all'interno della zona di produzione.

## I vini della DOC

### Etna bianco e Etna bianco superiore
Caratteristiche organolettiche:
- colore: giallo paglierino;
- odore: delicato, caratteristico;
- sapore: secco, fresco, armonico, morbido.

Abbinamenti consigliati: si sposa bene con primi e secondi piatti a base di pesce.

### Etna rosso e Etna rosso riserva
Caratteristiche organolettiche:
- colore: rosso rubino con riflessi granato con l'invecchiamento;
- odore: intenso, caratteristico;
- sapore: secco, caldo robusto, pieno, armonico.

Abbinamenti consigliati: Da servire a temperature di 16-18 °C, è indicato per piatti a base di carne (alla griglia, arrosto, selvaggina), formaggi a media stagionatura e salse di tipo strutturato.

### Etna rosato
L'Etna rosato deve essere ottenuto con la fermentazione "in rosato" delle uve rosse oppure con la fermentazione di una miscela di uve rosse e bianche o di mosti rossi e bianchi.
Caratteristiche organolettiche:
- colore: rosato tendente al rubino;
- odore: intenso, caratteristico;
- sapore: secco, armonico.

### Etna spumante
Viene ottenuto con la rifermentazione in bottiglia (metodo champenoise) per almeno 18 mesi.
Caratteristiche organolettiche:
- colore
  - per il rosato: rosato scarico con riflessi rubino con l'invecchiamento;
  - per il bianco: giallo paglierino scarico, con riflessi dorati con l'invecchiamento;

- odore: intenso e caratteristico, con delicato sentore di lievito;
- sapore: pieno, armonico, di buona persistenza; da brut a extradry.